# Pierre Graziani
Pour les articles homonymes, voir Graziani.
Pierre Graziani (prénommé également Piero), né à Marseille de parents originaires de Vivario (Corse) le 16 janvier 1932 et mort le 23 avril 2020 à Savigny-le-Temple, est un artiste peintre abstrait nuagiste.

## Biographie
Attiré dès l'adolescence par le Surréalisme, Pierre Graziani rejoint en 1952 à Paris le cercle d'André Breton avec lequel il prend ses distances dès 1954, année de sa première exposition à Paris (voir expositions personnelles ci-dessous) où il se lie d'une amitié durable avec les critiques d'art Pierre Restany, André Berne-Joffroy et Julien Alvard. C'est précisément autour de Julien Alvard que Frédéric Benrath, Nasser Assar, René Laubiès, Fernando Lerin, Jean-Claude Fiaux et Pierre Graziani constituent le groupe du nuagisme, « sorte d'impressionnisme abstrait empreint d'incidences "cosmiques et abyssales", suggestion d'atmosphères sans rumeur inconvenante ».
Après un passage à l'École nationale des beaux-arts, Pierre Graziani vit un temps à New York (1966-1967) avant d'effectuer plusieurs séjours au Proche-Orient et de rester un an au Sahara sud-algérien.
En 1980 et 1981, il séjourne en Guinée, au Mali et au Niger, puis, en 1982, au Kenya, au Rwanda, au Burundi et au Zaïre. Depuis 1983, il partage son temps entre Paris et Libreville (Gabon) où il est conseiller pour les arts traditionnels et contemporains au Centre international des civilisations bantu.

## Expositions

### Expositions personnelles
- Pierre Graziani - La beauté de l'air ronge l'ennui, Galerie 8, Paris, 1954[8].
- Galerie Prismes, Paris, 1956.
- Galerie Saint-Laurent, Bruxelles, 1957.
- Galerie Raymond Cordier, Paris, 1958, 1963.
- Galerie Rainoir, Saint-Tropez, 1961.
- Matière-rêve de Graziani, Galerie "L'œil écoute", Lyon, 1963.
- Galerie Seligman, Seattle, 1964.
- Hôtel de ville d'Ajaccio, 1964.
- Galerie Facchetti, Paris, 1965.
- Galerie Yvon Lambert, Paris, 1965.
- Galerie 2+3, Paris, 1966.
- Galerie Le Lutrin, Lyon, 1967.
- Casino de Sainte-Maxime, 1969.
- Internaco-Elenger, Paris, 1970.
- Centre national d'art contemporain, Paris, 1972.
- Musée du Palais des Gouverneurs, Bastia, 1974.
- Musée du Palais Fesch, Ajaccio, 1975.
- Galerie Ratié, Paris, 1976, 1977.
- Foire internationale d'art contemporain, Paris, 1976 (stand Galerie Ratié).
- Festival international des Milleli, Ajaccio, 1976.
- Musée de Tessé, Le Mans, 1976.
- Musée Galliera, Paris, décembre 1976 - janvier 1977[9].
- Centre culturel français d'Alger, 1977.
- Maison de la culture de Tizi Ouzou, 1977.
- Galerie La Marge, Ajaccio, 1977.
- Grand Palais, Paris, juillet-septembre 1980.
- Maison française, Nairobi, février-mars 1982.
- Pierre Graziani - Lake and desert of Turkana, Musée national de Nairobi, mai 1982.
- Centre culturel franco-rwandais, Kigali, juillet 1982.
- Graziani - Sahara, des dunes célestes aux forêts nuages, Chapelle de la Sorbonne, Paris, octobre-novembre 2003.
- Centre culturel algérien, Paris, 2004.
- Unesco, Paris (dans le cadre du Festival des Déserts du Monde), 2005.

### Expositions collectives
- Salon des réalités nouvelles, Paris, 1955.
- Appel au non-sens, Galerie Grange, Lyon, 1955.
- Galerie Facchetti, Paris, 1955.
- Galerie de Beaune, Paris, 1955.
- Galerie du Haut Pavé, Paris, 1955.
- Galerie Prismes, Paris, 1955.
- Galerie Facchetti, Paris, 1956.
- Galerie Massena, Nice, 1956.
- Long Wharf Studio, Boston, 1956.
- Galerie Arnaud, Paris, 1956, 1957.
- Galerie 22, Düsseldorf, 1957.
- Galerie Iris Clert, Paris, 1957, 1963.
- Galerie Saint-Laurent, Bruxelles, 1957.
- Salon Comparaisons, Paris, 1957.
- Galerie Grange, Lyon, 1957, 1958, 1960.
- Musée des beaux-arts de Charleroi, 1958.
- Maison de la pensée française, Paris, 1959.
- Kunstlerhaus, Vienne (Autriche), 1959.
- Galerie Raymond Cordier, Paris, 1959, 1964.
- Musée des arts décoratifs de Paris, 1960.
- Les nuagistes, Galerie Rive Droite, 1960, 1961.
- Galerie Breteau, 1960.
- Galerie Raymond Creuze, Paris, 1962, 1963.
- Galerie Daniel Cordier, Paris, 1962.
- Galerie François Petit, Paris, 1962.
- Musée d'art moderne de Saint-Étienne, 1963, 1968.
- Jeune peinture française, Lausanne, 1963.
- Art contemporain, Grand Palais, Paris, 1963.
- Quatre pas dans les nuages, Valbonne, 1963.
- Galerie internationale d'art contemporain, Paris, 1964.
- Peinture contemporaine, exposition itinérante, Musées de Tokyo, Bombay, Calcutta, 1964.
- Salon de Mai, Paris, 1964, 1965, 1967, 1968.
- Biennale internationale de Tokyo, 1964.
- Galerie Marignan, Paris, 1964.
- Galerie Zunini, Paris, 1965, 1966.
- Musée d'art moderne de la ville de Paris, 1965.
- Musée Galliera, Paris, 1966, 1967.
- Saline royale d'Arc-et-Senans, 1966.
- L'École corse, Musée de Bastia, 1967.
- Triennale d'art de New-Delhi, 1967.
- Galerie Daniel Templon, Paris, 1967.
- Peinture française, Prague, 1967.
- Galerie Brentana, New-York, 1968.
- Galerie Vercamer, Paris, 1968.
- Trois tendances de l'art contemporain en France, exposition itinérante organisée par le Centre national d'art contemporain (Paris) aux musées de Sydney, Melbourne, Canberra, Brisbane et Perth en 1969, aux musées de Hanovre, Munich, Cologne, Mons, Anvers, Bruxelles, Dublin, Lisbonne, Porto, Milan et Florence en 1970.
- Musée Cantini, Marseille, 1971, 1977.
- Le droit à la nuit, Théâtre Jean Vilar, Suresnes, mai 1972.
- Galerie Il Pilastron, Milan, 1972.
- Le nuagisme même, Musée des beaux-arts de Lyon, 1973.
- Hommage à Julien Alvard (en), Château d'Ancy-le-Franc, 1977.
- Un aspect du nuagisme dans les années 1950-1960 - Pierre Graziani, Georges Kostias, René Laubiès, Nasser Assar, Galerie Madeleine Kaganovitch, Paris, novembre-décembre 1980.
- Vingt ans d'une galerie de province : Galerie L'Œil écoute - Olivier Debré, Aline Gagnaire, Pierre Graziani, Jean-Jacques Morvan, Michel Moskovtchenko, Georges Romathier…, Espace lyonnais d'art contemporain, Lyon, mars-mai 1982.
- Les nuagistes, collégiale Saint-André de Chartres, juillet-septembre 2008.

## Réception critique
- « Les grands rythmes légers, secrets et poétiques d'un artiste corse : une abstraction qui s'affranchit des forces terrestres et qui ordonne savamment la respiration de l'espace et les variations de la lumière en couleurs vaporeuses et tendres. » - Gérald Schurr[9]
- « L'abstraction flamboyante du nuagisme qui tend à piéger dans un univers de lumière toutes les nuances de l'atmosphère. » - Gérald Schurr[10]

## Prix et distinctions
- Prix Fénéon 1959.
- Prix de la Jeune critique 1963.
- Prix de la Fondation Déserts du Monde 2004 « pour l'œuvre inspirée par le désert algérien de 1977 à 2003 ».

## Collections publiques
- Fondation Graziani, chapelle Saint-Joseph, Ajaccio.

## Collections privées
- Jacques Lassaigne.